# Arthur e i Minimei
Arthur e i Minimei (in francese Arthur et les Minimoys) è una serie narrativa di genere fantastico per ragazzi ideata da Céline Garcia e composta da quattro romanzi scritti da Luc Besson. Dai primi due romanzi lo stesso Besson ha tratto il film Arthur e il popolo dei Minimei che ha avuto due seguiti.

## Elenco dei romanzi
- Arthur e il popolo dei Minimei (2002)
- Arthur e la città proibita (2003)
- Arthur e la vendetta di Maltazard (2004)
- Arthur e la guerra dei due mondi (2005)

## Trama

### Prima parte
La saga è ambientata nel Connecticut del 1960. In una campagna sperduta nel verde, c'è l'abitazione di un grande viaggiatore di nome Archibald. Egli ha viaggiato molto e a lungo nei territori sconfinati dell'Asia e dell'Africa e ha lavorato con molte tribù autoctone. La tribù con cui ha avuto più legami, sono stati i Bogo-Matassalaï, una fiera tribù di indomabili guerrieri che fecero conoscere all'esploratore un popolo di creature alte pochi millimetri che loro chiamavano Minimei. Questi erano simili a folletti: avevano delle orecchie lunghe, occhi spiritati, una faccia buffa e degli strani capelli. Erano raggiungibili tramite un complesso rito che può essere compiuto solo con la luna piena, conosciuto soltanto dai Bogo-Matassalaï.
Per proteggerli dall'espansione della civiltà, Archibald decise di portare con sé, sia la tribù dei Bogo-Matassalaï che i Minimei e tutti gli altri popoli di "bassa statura".
Li portò al giardino davanti a casa sua, dove nessuno avrebbe potuto disturbarli e lasciò che degli esponenti della tribù dei Bogo-Matassalaï, potessero accamparsi poco distante, in modo da vegliare sui loro minuscoli fratelli.

### Seconda parte
Mentre si trovarono qui, i Minimei si ambientarono subito, tanto da dimenticare lo spostamento. Iniziarono a sparpagliarsi per il giardino, che in poco tempo venne diviso in "Sette Terre".
Nel frattempo, i popoli si sparpagliarono e nacquero città, insediamenti e attività commerciali. La terra che comunque rimase la più importante era e rimase la Prima Terra, dove si trovava la stirpe reale. Fu qui che nacque uno dei protagonisti chiave della storia dei Minimei: Maltazard. Costui era uno dei minimei più brillante sia nell'attività fisica, che in quella intellettuale.
Fu proclamato eroe dopo un lungo viaggio dalle terre proibite (la casa di Archibald) volto all'esplorazione e alla ricerca di nuove risorse di sostentamento. Durante i festeggiamenti però, Maltazard si ubriacò e fece l'errore di dare un bacio ad una coleottera. Il primo bacio di una femmina (di qualsiasi specie) dato ad un maschio, nel territorio dei Minimei, ha delle proprietà inaspettate e, nel caso di Maltazard, catastrofiche. Il suo corpo si deformò e con esso la sua mente e la sua nobiltà che ben presto lo trasformarono in un mostro pieno di collera e perfidia.
Venne cacciato via dalla Prima Terra e, pieno di disprezzo, s'incamminò verso le Terre Proibite reclutando ogni genere d'insetto per formare un esercito che sarebbe servito a distruggere per sempre le sette terre.

### Terza parte
Finalmente Maltazard fonda Necropolis, la capitale delle Terre Proibite, dove gli abitanti (Gli Accoliti) tramano la conquista delle Sette terre.
I Minimei sono da sempre stato un popolo pacifico, quindi di conseguenza aveva poche strutture finalizzate alla difesa della propria città e temevano sempre più l'avanzata del tiranno che aveva cominciato a sterminare gli abitanti della Settima Terra e che si era guadagnato il terrore di tutti, tanto che ormai nessuno osava più chiamarlo per nome ma riferendosi a lui come M il Malvagio.
Intanto Archibald aveva finito di imparare ad usare il portale per raggiungere il popolo dei Minimei, comprendendo l'essenzialità della presenza della luna piena e di uno strumento cilindrico (Telescopio).
Si trasportò da loro e venne a sapere dei terribili avvenimenti che sconvolgevano le Sette Terre. Così l'uomo insegnò loro tutto ciò che sapeva sulla scienza, sulla tecnologia e sulle tecniche difensive militari. In breve i Minimei impararono a difendersi da Maltazard e a riuscire a vivere un po' più serenamente.

### Quarta parte
Gli anni passarono ed intanto M progettava i piani più malefici per rapire i minimei e sottoporli a terribili esperimenti o per usarli per crudeli ricatti. Un giorno il re e la regina ebbero una figlia che chiamarono Selenia, una minimea del tutto differente dal resto del suo popolo per coraggio, senso dell'onore e dell'arroganza. Durante l'infanzia, ella si mise in testa di mettersi in viaggio per esplorare le sette terre e conoscere il più possibile il popolo che un giorno dovrà governare.
La ragazzina viaggiò per tutte le sette terre vivendo varie disavventure che le insegnarono molto sui vari popoli che l'abitano, ma la sua arroganza la portò ad esplorare anche le Terre Proibite, nelle quali cadde in una trappola dei servi di Maltazard. M era inizialmente propenso a fare strazio della bambina, ma poi cambiò idea e decise di porre un ricatto al re promettendo il rilascio di Selenia in cambio della vita della regina, che accettò senza discutere. Fu così che Selenia perse la madre e guadagnò una maturità molto più avanzata di qualsiasi altro bambino delle Sette Terre.

### Quinta parte
Maltazard era compiaciuto del violento colpo che aveva assestato al popolo dei minimei, tuttavia non era ancora soddisfatto e così, durante una ricerca accurata venne a conoscenza di un grande genio di nome Archibald di cui, ad ogni sua visita, continuava a crescere un certo interesse.
Un giorno decise di rapirlo e portarlo nelle sue prigioni per costringerlo a rivelargli alcuni dei suoi segreti sulla tecnologia e sulla scienza per poter modernizzare Necropolis e costruire degli armamenti per distruggere le sette terre.

## Ambientazione
Il giardino di Archibald è un territorio immenso per i Minimei. È diviso in Sette Terre, più le Terre Proibite.
- Prima Terra: è il regno principale delle Sette Terre. Il re dei Minimei vive nel villaggio sotterraneo che ne fa da capitale raggiungibile da un tunnel roccioso. La capitale dei Minimei viene descritta dall'autore come "vagamente barocca e decisamente ecologista", poiché le abitazioni sono costruite con foglie o scavate nelle radici.
- Seconda Terra: anche chiamata "Pianure di Labah-Labah", Seconda Terra è un regno a nord rispetto alla prima. È costituita da foreste (o megli prati) gialle e secche abitate da una tribù di ammaestratori d'insetti noti come Toulabah.
- Terza Terra: descritta dai Minimei come un luogo tropicale e molto umido, Terza Terra è il regno della nebbia, abitata da una tribù di cacciatori che ha come capo Decibella.
- Quarta Terra: è il regno più esteso del mondo dei minimei, tanto che fu utilizzato da molti come territorio per il pascolo del bestiame dandogli il nomignolo di Pascolandia. Varie tribù di insetti, tra cui le formiche, si sono stabilite a Quarta Terra.
- Quinta Terra: e il regno più piccolo e, allo stesso tempo, più ricco di tutte le Sette Terre. È abitato dal popolo dei Kalomassai, una versione minimea dello stereotipo Jamaicano. Sono sfaticati, chiacchieroni, adescatori e imbroglioni. Tuttavia, queste creature riescono a racimolare una gran quantità di spazzatura e cianfrusaglie che gli hanno permesso di creare molti pub, bar e discoteche rendendoli per certi versi molto simili agli umani. Uno dei pezzi grossi della regione è Max proprietario di un famoso locale: Stunning Rapids Bar.
- Sesta Terra: è un regno che si affianca al mondo degli umani (casa di Archibald). È abitata prevalentemente da insetti e pochi vengono laggiù se non i Kalomassai per cercare altra immondizia da utilizzare.
- Settima Terra: è una terra completamente vuota. Una volta era molto ricca e bella ma le armate di M il Malvagio la occuparono e la ripulirono da qualsiasi forma di vita, in modo da poter tenere sotto controllo qualsiasi avanzata di eserciti nemici.
- Terre Proibite: sono le terre che appartengono ad M il Malvagio e coincidono praticamente con il serbatoio dell'acqua della casa dei nonni di Arthur). Sono controllate dagli Accoliti, i fedeli servi di M, un tempo normali minimei, ma successivamente deturpati e torturati dai suoi esperimenti. La capitale delle Terre Proibite è Necropolis.

## Personaggi

### Arthur
È il protagonista della storia. È un bambino di dieci anni e trascorre tutto l'anno in un pensionato in Inghilterra, mentre in estate torna a casa dalla nonna. Appare come un ragazzino dall'aspetto fragile, i capelli biondi e gli occhi nocciola. I suoi genitori vivono in città e lui non li vede molto spesso, anche se ogni giorno, verso le quattro, gli telefonano. È molto affezionato alla sua famiglia e possiede un cane, Alfred, che la nonna ha comprato dal fratello di un poliziotto del paese. Risolvendo gli enigmi che suo nonno aveva nascosto, Arthur scopre il passaggio che porta al mondo dei Minimei e il rito necessario per poterci entrare e quindi rimpicciolirsi alla loro statura. Durante i passaggi viene aiutato dalla tribù dei Bogo-Matassalai. Nella terra dei Minimei conosce la principessa Selenia, Betameche (il fratello della principessa, è la prima persona che incontra), il popolo minimeo e quelli che popolano le Sette Terre (ovvero il suo giardino). Lui si innamora della principessa, che a sua volta si era innamorata di lui ma non lo ammette, almeno non subito; durante la sua prima avventura si sposa con lei. L'amore che li unisce è quello con la A maiuscola, è quello che ti fa star male quando sei lontano dalla persona che ami. Arthur è molto intelligente, è convinto che ci sia sempre una soluzione e che la speranza non debba mai essere perduta. È molto coraggioso e usa il suo ingegno per risolvere le situazioni problematiche e talvolta apparentemente senza via d'uscita che si trova ad affrontare, è leale e non conosce il sentimento della vendetta, come dimostra il fatto che è riuscito ad estrarre la Spada del Potere dalla Pietra dei Saggi, il che gli ha guadagnato l'appellativo di Arthur l'eroe. Essendosi sposato con Selenia è il futuro re dei Minimei.
Nel gioco della ps2, sulle informazioni dei personaggi, l'età di Arthur come Minimeo è di 997 anni.
L'aspetto di Arthur come minimeo è di caratteristiche molto attraenti, invaghendo perfino altre minime oltre a Selenia.

### Minimei
I minimei sono delle creature immaginarie, protagoniste della serie di romanzi fantasy Arthur e i Minimei. Sono folletti alti appena due millimetri; descritti con lunghe orecchie coperte di una fitta peluria e grandi occhi dolci e dei corpi molto fragili, sono pacifici e molto sensibili (sfruttano la minima occasione per piangere o ridere a crepapelle). Vengono esportati dall'Africa dal nonno di Arthur, e sono l'opposto (fratello-natura) dei Bogo-matassalai, la tribù africana composta da guerrieri "infinitamente alti" che essi cercavano da secoli per essere completi. I minimei principali sono Arthur, Bétamèche e Selenia.

### Selenia
È la figlia di Sifrat, Re del popolo dei Minimei. Tende generalmente a dimostrare la sua superiorità nei confronti di chi la circonda, ma è solo una corazza che nasconde un animo sensibile, fragile e bisognoso
d'affetto. È audace e coraggiosa, ma sa anche essere molto dolce. Nel primo libro si innamora di Arthur, tenendo per sé tutti i sentimenti che prova per lui; successivamente, nel secondo libro, si sposa con Arthur, che poi dovrà lasciarla per l'obbligo a cui lo lega l'incantesimo usato per raggiungere il mondo dei Minimei e diventare per 36 ore uno di essi. L'amore che la lega ad Arthur è immenso, quello che c'è tra di loro è il vero Amore, quello che ti fa star male se sei lontano dalla persona che ami.
Nei libri si viene a sapere che Selenia quando era più piccola avendo più o meno 500 anni, intraprese un viaggio per le sette terre all'avventura. giunta infine nelle terre proibite, non preoccupandosi che esse appartenessero a Maltazard, venne catturata da quest'ultimo. Avendola in ostaggio minacciando di ucciderla, inviò un messaggio al padre, offrendo uno scambio: offrire la madre al posto della figlia. Ciò non venne fatto sapere a Selenia mentre era prigioniera perché avrebbe tentato in tutti i modi di salvarla.
La regina per nulla impaurita si preparò ad offrirsi a Maltazard nonostante il rifiuto del marito Re Sifrat.
Prima di andarsene, la regina da un ultimo bacio trasmettendo tutto il suo potere al marito. Giunta di ritorno al villaggio Selenia apprese quello che era successo a sua madre e ne rimase distrutta. Un giorno leggendo il grande libro trovò una frase scritta da Archibal che spiegava di non arrendersi mai in qualunque circostanza che le diede la forza di riprendersi.
Questo fu il motivo perché Selenia provi così tanto odio nei confronti di Maltazard e perché non abbia mai potuto estrarre la spada, per la sua sete di vendetta.
Nel libro come nel videogioco della Ps2, l'età di Selenia è di 1000 anni precisi.

### Bétamèche
È il fratello minore di Selenia, ed è il principe del popolo dei minimei. È un bambino pieno di entusiasmo e talvolta impulsivo (in fatto di ragionamenti e commenti), sempre pronto a gettare benzina sul fuoco e a punzecchiare la sorella. Molto attivo, ogni scusa è buona per lamentarsi di come lo tratta. È un esperto conoscitore del reparto culinario delle Sette Terre. Possiede un coltellino da 300 funzioni, di configurazione simile a uno svizzero.
Bétamèche ha 300 anni.

### Archibald Suchot
È il nonno di Arthur; è un architetto e ha trascorso più di dieci anni in Africa aiutando le popolazioni costruendo loro strutture di irrigazione, insegnando loro a leggere e scrivere e studiò anche le loro tradizioni. Divenne particolarmente amico di una tribù, i Bogo-Matassalai, che gli fecero conoscere il popolo dei Minimei e, in cambio dell'aiuto che aveva loro dato, gli avevano donato un piccolo tesoro di rubini. Archibald è capace di alleviare le situazioni più tristi, nelle quali è capace di far nascere qualche battuta ironica. È molto affezionato ad Arthur; ha gli occhi brillanti e delle piccole rughe ai lati della bocca, causate dai troppi sorrisi. È capace di risolvere moltissime situazioni. Ha insegnato ai Minimei moltissime cose, tra cui riflettere le immagini e catturare la luce per mezzo degli specchi, ha inoltre contribuito alla stesura del Libro dei pensieri, che contiene tutte le leggi dei Minimei, in tutto 365, una per fiore e giorno dell'anno (ogni Minimeo che sia degno del suo nome deve rispettarne almeno una ogni giorno). Ha conosciuto la nonna di Arthur in Africa, e dal loro matrimonio è nata la madre di Athur.
Nel libro Archibald rimane entusiasta nella scoperta del matrimonio di Arthur e Selenia e augura che entrambi in futuro possano essere felici.
Considera Selenia una nuova nipote.

### Marguerite Suchot
È la nonna di Arthur; è una signora di circa sessant'anni grassottella. È affezionatissima al nipote e fino al ritorno di Archibald ha sofferto moltissimo la mancanza del marito. Lo ha conosciuto in Africa. Non è a conoscenza di tutti i segreti del marito, ma in buona parte li conosce grazie ai libri che quest'ultimo ha scritto. Ha una grandissima dignità che sfoggia anche nelle situazioni più critiche e drammatiche, il che talvolta l'aiuta a superarle.

### Maltazard
È il sovrano delle Terre Proibite. Una volta era un minimeo famoso per la sua crudeltà che cadde in rovina dopo una missione: infatti (vittima dell'alcool) venne baciato da una coleottera, che uccise in seguito. Questo trasformò il suo bell'aspetto, e il suo corpo venne rovinato.
Nei libri si viene a sapere dell'infanzia di Maltazard.
Egli era un minimeo ed era nato e cresciuto nella prima terra insieme al re Sifrit quando erano ancora bambini, Quindi hanno più o meno la stessa età.
Maltazard era noto molto al villaggio, per il fatto che fosse già alla sua età il più alto di tutti. Non perdeva l'occasione di prendere in giro sempre Sifrit per via delle sue altezze molto basse per un minimeo.
Alla fine della guerra dei due mondi viene rinchiuso dentro un barattolo di vetro dentro una mensola della cucina, dove la madre di Arthur, seppur disgustata dall'essere, gli dà briciole di cibo per non farlo morire di fame. Benché sia l'antagonista principale della storia, nel libro, Maltazard mostra alcuni tratti filosofici in comune con Archibald, riguardo ai poteri superiori che detengono l'equilibrio del mondo. Maltazard stesso si definisce un male necessario e che il mondo ha bisogno sia della luce che delle tenebre per mantenere l'armonia.
Nel libro si accenna che Maltazard abbia avuto molti altri figli oltre a Darkos.

### Darkos
Figlio di Maltazard, ed alla fine della saga amico di Arthur. Nel primo film si pensa che Darkos muoia ma alla fine della saga si rivela un grande amico di Arthur.

### Re Sifrat de' Matradoy
Re dei Minimei e padre di Selenia e Betameche, è il quindicesimo sovrano a portare questo nome ed è il governatore delle Prime Terre. Nelle cerimonie ufficiali è accompagnato dal suo fedele malbach, Mogoth, che gli funge da corpo.
Fin dall'inizio vede in Arthur delle capacità singolari, soprattutto coraggio e un cuore generoso. Si accorge subito che Selenia appena vide Arthur se ne innamorò a prima vista. Scoprendo del loro matrimonio accetta felicemente Arthur come suo nuovo genero.

### Regina
Moglie di Sifrat e madre di Selenia e Betameche. 
Non si sa molto al riguardo sul suo conto, ne di come si chiama e dove sia nata. Viene descritta nel libro come una donna molto bella e amata e devota dai suoi sudditi. Ha dei capelli lunghi rosso fuoco di cui hanno ereditato Selenia e Betamache.
Prima che Selenia partisse all'avventura, disse a sua figlia di che se lei le voleva bene, sarebbe sempre rimasta con lei, qualunque cosa accadesse.
Scoprendo infine che Selenia è stata catturata da Maltazard, minacciando di ucciderla se la madre non si fosse offerta al suo posto, la regina per nulla intimorita si preparò a consegnarsi a lui nonostante il marito Sifrat fosse contrario prima di andarsene, la regina da un ultimo bacio a Sifrat trasmettendogli tutti i suoi poteri.

### Miro
Serviente del re e stimato ingegnere, è una talpa a cui Archibald ha insegnato l'arte di usare gli specchi per imbrigliare la luce e le immagini.

### Mino
Figlio del serviente Miro, grande amico e compagno di giochi di Beta e Selenia, viene riportato dai Minimei da Arthur dopo una prigionia presso Maltazard durata tre mesi.

### Max
Padrone della discoteca, appartiene al popolo dei Kalomassai. Nel primo libro, durante la serata che i tre eroi trascorrono al suo locale, corteggia Selenia sperando di poterla sposare e farla diventare quindi la sua sesta moglie; non dimostra però alcun atteggiamento oppressivo e aiuta i tre nella fuga dal locale e verso Necropolis.

## Altro
Baci
Nella tradizione minimea i baci sono un rito in cui ci si dichiara sposati e che possono dare i poteri di entrambi agli altri oppure uno/a riceve i poteri mentre il/la consorte non riceve nessun potere. Alcuni esempi sono il bacio fra Arthur e Selenia che sancisce il loro matrimonio oppure quello fra Maltazar e la coleottera che in questo caso si scambiano i poteri ma che deformano proprio Maltazar. Il secondo bacio, per tradizione, deve essere dato dopo 10 lune.
Dea della foresta
Nei libri viene accennato al fatto che i minimei venerino una dea della foresta pregando per la fioritura dei fiori e la salvaguardia dei propri cari.
Il Grande Libro
Libro su cui sono contenuti le tradizioni dei minimei. Ad esempio quando Arthur è in prigione e sta per baciare Selenia essi vengono interrotti dal fratello di lei ricordandogli le tradizioni del loro popolo. Inoltre anche le leggi che sono scritte su delle foglie, che sono di albero o pianta diversa a seconda dell'occasione.